# Хаџин Поток
Хаџин Поток је насељено место у Босни и Херцеговини у граду Цазину. Административно припада Федерацији Босне и Херцеговине, односно њеном Унско-санском кантону. Према попису становништва из 2013. у насељу је било 161 становника, а већинску популацију чинили су Бошњаци.

## Становништво
По последњем службеном попису становништва из 2013. године у овом насељу живело је 161 становника, а село је било етнички хомогено са већинском бошњачком популацијом.
| Националност | 2013. | 1991.        | 1981.        | 1971.       |
| Бошњаци      | —     | 204 (96,68%) | 178 (89,45%) | 78 (53,42%) |
| Хрвати       | —     | 0            | 4 (2,01%)    | 2 (1,37%)   |
| Срби         | —     | 7 (3,32%)    | 17 (8,54%)   | 66 (45,21%) |
| Укупно       | 161   | 211          | 199          | 146         |